# Gran Premio Montanino
Le Gran Premio Montanino est une course cycliste italienne disputée chaque année au mois d'avril à Montanino (sh), en Toscane. Créée en 1933, elle est organisée par le club Valdarno Project. 
Cette épreuve fait partie du calendrier régional de la Fédération cycliste italienne, en catégorie 1.19. Elle est par conséquent réservée aux coureurs espoirs (moins de 23 ans) ainsi qu'aux élites sans contrat.

## Histoire
La première édition est remportée par Aldo Bini. Non organisé durant plus de dix ans, le Grand Prix refait son apparition en 1946, avec plusieurs périodes d'interruption. 

## Palmarès
| Année     | Vainqueur              | Deuxième              | Troisième             |
| --------- | ---------------------- | --------------------- | --------------------- |
| 1933      | Aldo Bini              |                       |                       |
| 1934-1945 | non disputé            | non disputé           | non disputé           |
| 1946      | Marcello Mealli        |                       |                       |
| 1947      | Alfredo Pasquetti      |                       |                       |
| 1948      | Ivo Pugli              |                       |                       |
| 1949      | Marcello Ciolli        |                       |                       |
| 1950      | Rino Benedetti         |                       |                       |
| 1951-1957 | non disputé            | non disputé           | non disputé           |
| 1958      | Carlo Brugnami         |                       |                       |
| 1959      | Franco Magnani         |                       |                       |
| 1960      | Mario Zanchi           |                       |                       |
| 1961      | Rolando Picchiotti     |                       |                       |
| 1962      | non disputé            | non disputé           | non disputé           |
| 1963      | Roberto Poggiali       |                       |                       |
| 1964      | Sergio Tendola         |                       |                       |
| 1965      | Vittorio Bartali       |                       |                       |
| 1966      | non disputé            | non disputé           | non disputé           |
| 1967      | Alberto Morellini      |                       |                       |
| 1968      | Salvatore Mongardi     |                       |                       |
| 1969      | Umberto Mantovani      |                       |                       |
| 1970      | Rocco Gatta            |                       |                       |
| 1971      | Walter Magnani         |                       |                       |
| 1972      | non disputé            | non disputé           | non disputé           |
| 1973      | Riccardo Volpe         |                       |                       |
| 1974      | non disputé            | non disputé           | non disputé           |
| 1975      | David Allan (en)       |                       |                       |
| 1976-1980 | non disputé            | non disputé           | non disputé           |
| 1981      | Michael Wilson         |                       |                       |
| 1982      | Loretto Sabatini       |                       |                       |
| 1983      | Salvatore Caruso       |                       |                       |
| 1984      | Enrico Grimani (it)    |                       |                       |
| 1985      | Nicola Vanin           |                       |                       |
| 1986      | Roberto Pelliconi      |                       |                       |
| 1987      | Fabrizio Convalle      |                       |                       |
| 1988      | Andrea Chiurato        |                       |                       |
| 1989      | Massimo Donati         |                       |                       |
| 1990      | Luca Corsi             |                       |                       |
| 1991      | Simone Borgheresi      |                       |                       |
| 1992      | Simone Biasci          |                       |                       |
| 1993      | Lorenzo Di Silvestro   |                       |                       |
| 1994      | Adriano Spinozzi       |                       |                       |
| 1995      | Cristian Gasperoni     |                       |                       |
| 1996      | Davide Taroni          |                       | Massimo Giunti        |
| 1997      | Luca Belluomini        |                       |                       |
| 1998      | Filippo Perfetto       | Paolo Tiralongo       | Rinaldo Nocentini     |
| 1999      | Graziano Gasparre      |                       |                       |
| 2000      | Claudio Bartoli        |                       |                       |
| 2001      | Fabiano Ferrari        |                       |                       |
| 2002      | Antonio Quadranti      | Giancarlo Checchi     | Patrick Martini       |
| 2003      | Pasquale Muto          |                       |                       |
| 2004      | Adriano Angeloni       |                       |                       |
| 2005      | Riccardo Riccò         | Gianluca Coletta (it) | Vasil Kiryienka       |
| 2006      | Gianluca Coletta (it)  | Alexey Shchebelin     | Gianluca Mirenda (it) |
| 2007      | Federico Vitali        | Paolo Centra          | Enrico Peruffo        |
| 2008      | Matteo Busato          | Federico Vitali       | Enrico Magazzini      |
| 2009      | Antonio Parrinello     | Pierpaolo De Negri    | Enrico Magazzini      |
| 2010      | Christian Delle Stelle | Elia Favilli          | Rafael Andriato       |
| 2011      | Christian Delle Stelle | Kristian Sbaragli     | Massimo Pirrera       |
| 2012      | Thomas Fiumana         | Kristian Sbaragli     | Matteo Belli          |
| 2013      | Gianluca Mengardo      | Davide Formolo        | Mattia Barabesi       |
| 2014      | Paolo Simion           | Luca Benedetti        | Eugenio Bani          |
| 2015      | Nicolò Rocchi          | Alfonso Fiorenza      | Andrea Toniatti       |
| 2016      | pas organisé           | pas organisé          | pas organisé          |
| 2017      | Andrea Toniatti        | Antonio Zullo         | Matteo Moschetti      |
| 2018      | Davide Baldaccini      | Samuele Battistella   | Giacomo Garavaglia    |
| 2019      | Gregorio Ferri         | Marco Landi           | Mattia Bevilacqua     |
| 2020-2023 | pas organisé           | pas organisé          | pas organisé          |
| 2024      | Marco Manenti          | Lorenzo Magli         | Tommaso Bambagioni    |